# Queen Elizabeth (nave da crociera)
Queen Elizabeth  è una delle navi panamax più grandi al mondo. Costruita nello stabilimento Fincantieri di Monfalcone, è stata ordinata dalla società di crociere inglese Cunard, che possiede altre due navi: la Queen Mary 2 e la Queen Victoria, anch'essa costruita da Fincantieri nel 2007, ma nello stabilimento di Marghera.
La Queen Elizabeth ha visto per la prima volta il mare il 5 gennaio 2010, ed è stata completata a consegnata all'armatore il 30 settembre 2010. Partì per il suo viaggio inaugurale il 12 ottobre 2010 per le isole Canarie.
La Queen Elizabeth è la terza nave a portare questo nome, che le è stato dato in onore della prima regina a portare il nome di Queen Elizabeth. La madrina del varo è stata Florence Dennie Farmer, moglie di Willie Farmer dipendente di Cunard dal lontano 1963, l'unico nella compagnia ad aver lavorato su tutte le navi della flotta dal 1963.

## Caratteristiche

### Esterno
La Queen Elizabeth è quasi identica alla Queen Victoria sebbene, a causa della poppa più ripida, la sua capacità di passeggeri sia leggermente più alta (2.058 contro i 2.014 della Queen Victoria). A seguito dei lavori di restyling del 2017, in cui la poppa della Queen Victoria divenne uguale a quella della Queen Elizabeth, si può dire che le due navi ora sono praticamente gemelle.
Inoltre, diversamente dalle precedenti Queens di Cunard, la Queen Elizabeth non è un vero transatlantico, in quanto non ha il rivestimento pesante in tutto lo scafo. Tuttavia la prua fu costruita con una placcatura più pesante per far fronte alla corsa transatlantica e la nave ha un bordo libero alto.

### Interno
Pur avendo una disposizione interna quasi identica alla Queen Victoria, l'arredamento è molto diverso. La nave è un omaggio alle due precedenti navi che portano il suo stesso nome: l'originale RMS Queen Elizabeth e la Queen Elizabeth 2. Lo stile rievoca anche gli anni '30, in cui fu lanciata la prima RMS Queen Elizabeth della Cunard, con molti tocchi interni in stile art decò. La nave presenta anche una sezione del ristorante principale in comune con la RMS Queen Mary 2. Il cielo (soffitto) sul giardino d'inverno, che è scorrevole sulla Queen Victoria, è qui costituito da un semplice cielo in vetro (lo spazio viene ribattezzato The Garden Lounge).

## Varo
In seguito alla costruzione della nave in Italia dal 2007 al 2010, Cunard Line confermò ufficialmente che la regina Elisabetta II avrebbe battezzato la nuova nave della Cunard. La cerimonia si è svolta a Southampton l'11 ottobre 2010, prima che la nave salpasse per il suo viaggio inaugurale alle Isole Canarie il giorno seguente. La regina fu anche sponsor della Queen Elizabeth 2, in pensione dal 2007, e dell'attuale ammiraglia della Cunard, la Queen Mary 2, nel 2004.

## Storia
Il primo comandante della nave fu Christopher Wells. Il 4 ottobre 2010 la Queen Elizabeth fu ufficialmente consegnata alla Cunard. Dopo essere stata varata l'11 ottobre 2010, ha navigato per il suo viaggio inaugurale da Southampton il giorno seguente. 
Alla fine di ottobre 2011 la nave e le altre due gemelle della Cunard cambiarono porto di registrazione con quello di Hamilton, Bermuda, al fine di poter celebrare matrimoni a bordo. 
Il 29 giugno 2012, la nave fece la sua unica visita a Ny-Ålesund, alle Svalbard. La legislazione relativa alle navi da crociera che visitano l'arcipelago (applicabile dal 2014), infatti, comportò l'impossibilità per la Queen Elizabeth di visitare di nuovo questo luogo. 
Il 13 agosto 2016 la Queen Elizabeth fu la 2.500ª nave da crociera a Kiel, in Germania. 
Il 23 maggio 2019, la Queen Elizabeth iniziò il servizio regolare tra Vancouver, in Canada, e varie destinazioni in Alaska.
Due anni dopo il primo Cunard Royal Rendezvous, il 13 gennaio 2011 la RMS Queen Mary 2 ha incontrato la Queen Victoria e la Queen Elizabeth per un altro Royal Rendezvous a New York. Sia la Queen Victoria che la Queen Elizabeth fecero una traversata atlantica insieme. Tutte e tre le navi Cunard si sono incontrate davanti alla Statua della Libertà alle 18:45 per uno spettacolo pirotecnico. L'Empire State Building è stato illuminato in rosso per celebrare l'evento. 
Tutte e tre le navi si riunirono ancora una volta a Southampton, il 5 giugno 2012, per celebrare il Giubileo di diamante della regina Elisabetta II. 
Le tre navi della compagnia si sarebbero nuovamente riunite in varie occasioni speciali nel corso degli anni. 
La Queen Elizabeth ha iniziato a operare per estese stagioni in Australia dalla fine del 2019.

### Viaggi speciali

#### Il 50º anniversario dellaQueen Elizabeth 2
Nel settembre 2017 la nave ha ospitato una speciale crociera commemorativa in onore del 50º anniversario della Queen Elizabeth 2. La crociera nel Mediterraneo è stata scelta per rendere omaggio al ruolo della Queen Elizabeth 2 come nave da crociera. Gli ospiti speciali includevano il capitano Ian McNaught, il commodoro Ronald Warwick, lo storico marittimo Chris Frame e la hostess sociale della ex nave Maureen Ryan.

## Navi gemelle
- Queen Victoria
- Costa Deliziosa
- Carnival Luminosa
- Arcadia